# 라이노타이프

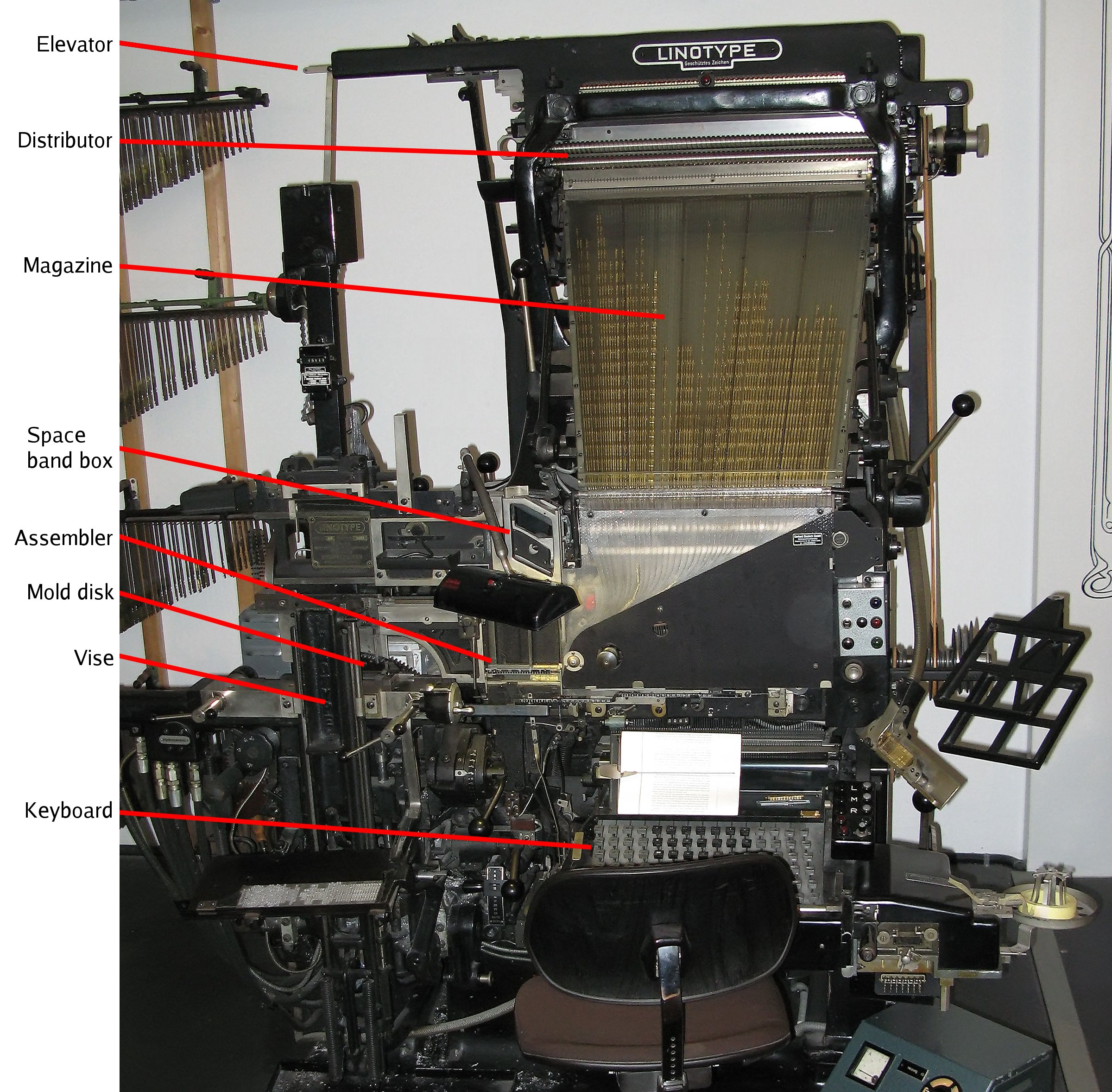
1965년에 생산된 라이노타이프 머신 모델 6 (Linotype machine Model 6, 국립 독일 박물관 소장)의 주요 구성 요소.

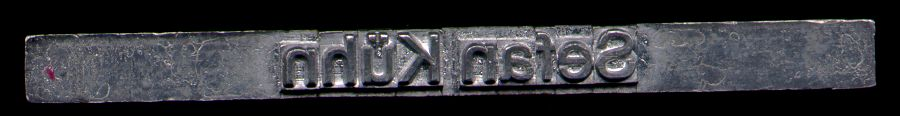
타이프 슬러그 - 인쇄면

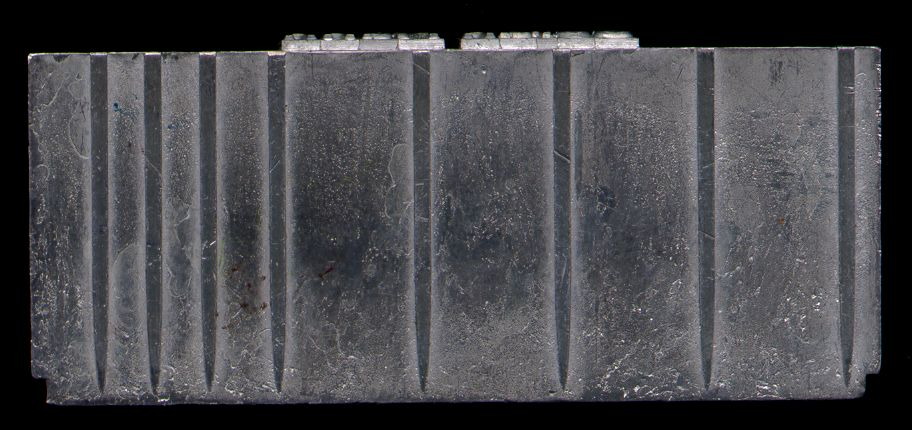
타이프 슬러그 - 측면

라이노타이프(linotype)는 인쇄에 사용되는 금속활자를 만드는 기계의 상표명이다. 주조식자기(禱造植字機)라고도 한다. 라이노타이프는 19세기 후반에서부터 1970년대 및 1980년대에 오프셋 리소그래픽 인쇄 및 컴퓨터 조판으로 대체할 때까지 신문,잡지,포스터 등의 인쇄 업계의 표준이었다. 기기의 이름은 한번에 금속 형태(type)의 전체 라인(line)을 제작하는 것에서 비롯되었으며, line-o'-type에서 변형되었다. 이전의 많은 조판 방식에 비해 상당한 개선이 되어있다.
라이노타이프 기계는 특히 신문 발행에 혁명을 가져왔으며, 비교적 적은 수의 운영으로 매일 여러 페이지의 조판을 시행할 수 있다. 1884년 메르겐탈러가 라이노타이프를 발명하기 이전의 일간 신문은 여덟 페이지 정도로 제한되었다.

## 역사
라이노타이프는 1884년에 독일 출신 미국인 오트마르 메르겐탈러(Ottmar Mergenthaler, 1854~1899)가 발명하였다. 이후 1886년에 <뉴욕 트리뷴> 신문사에서 최초로 라이노타이프를 상업적으로 이용하기 시작했다. 이전에는 일일이 손으로 활자를 조립하고 분해해왔다. 이후 뉴욕 트리뷴의 인쇄소에서 이 기계를 간행물과 책 발행에 사용되었다. 새로운 라이노타이브 방법으로 구성된 책은 The Tribune Book of Open-Air Sports였다.
라이노타이프 방식의 라인캐스팅(linecasting)기계는 메르겐탈러 라이노타이프 회사(Mergenthaler Linotype Company)에서만 유일하게 생산해왔으나, 1914년 비슷한 방식의 인터타이프(Intertype Corporation)에서 라이노타이프 비슷한 형태의 라인캐스팅 기계를 생산하면서 경쟁구도를 형성하였다.
이후 라이노타이프와 유사한 "뜨거운 금속(hot metal)" 조판 기계는 1970년대와 1980년대에 걸쳐 사진 식자 방식으로 대체되고, 이후 컴퓨터 조판 및 페이지 구성 시스템으로 대체되었다.

## 구성요소

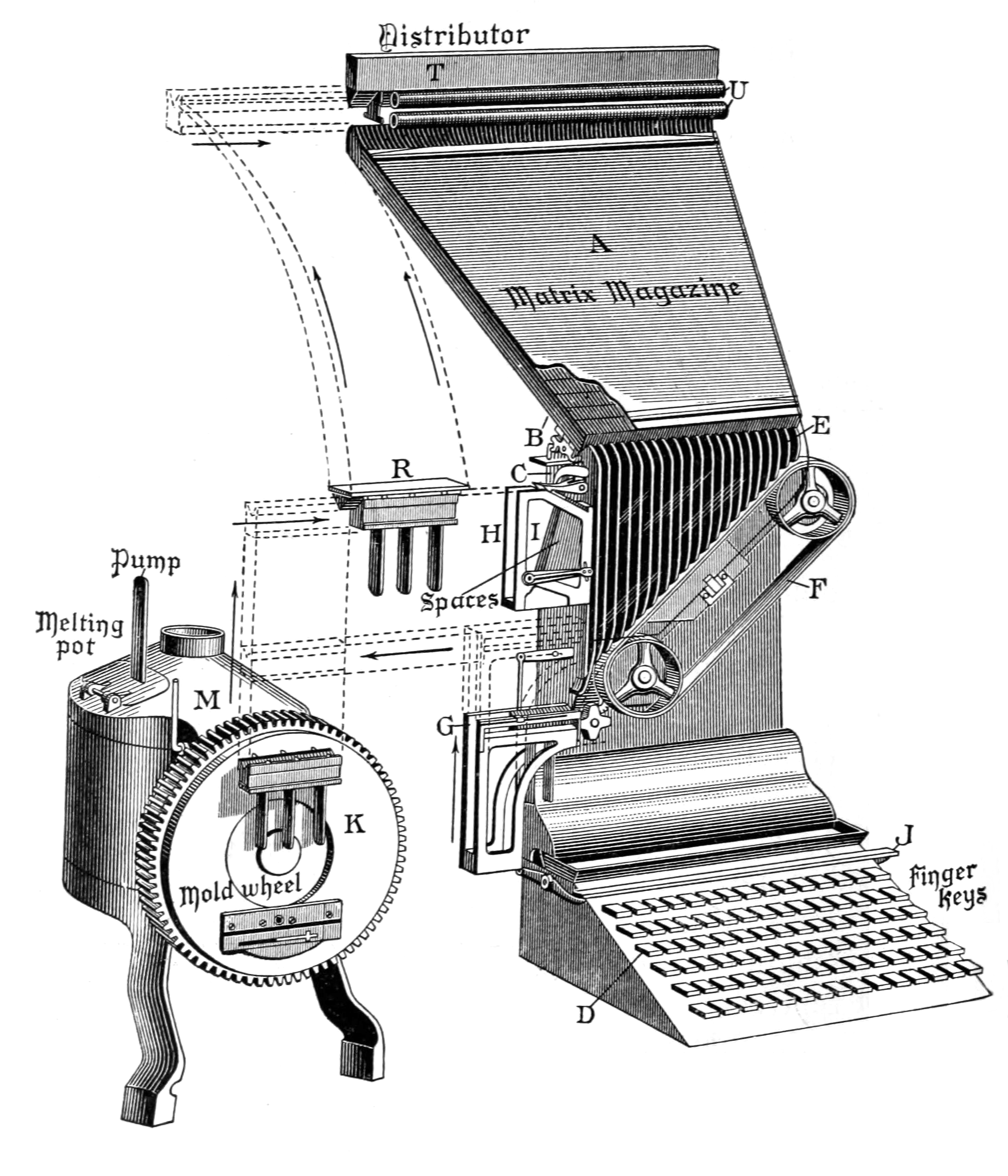
라이노타이프 기계의 전체 구조

라이노타이프 기계는 크게 4개의 주요 구성요소가 있다.:
1. 매거진 (Magazine)
2. 타자기 (Keyboard)
3. 주조 기구 (Casting mechanism)
4. 분배 기구 (Distribution mechanism)

작업자는 타자기를 통해 텍스트 행을 구성하여 장비와 상호 작용을 한다. 그 외 부분은 자동으로 이루어지며, 한 행이 완성이 될 때 시작된다.

## 원리
작업자가 타자기의 글쇠를 누를 때 마다 해당 글자가 새겨진 놋쇠 모형이 기계 상단의 매거진에서 내려와서 90개의 세로 홈통을 따라 내려와 한 행에 나란히 놓인다. 한 행이 완성되면 주조 작업으로 넘어간다.
주조 작업에서는 녹인 금속을 완성해놓은 한 행의 주형물에 붓는다. 주로 사용되는 금속으로 납이 있다. 이후 녹여낸 금속이 식으면 글자가 앞으로 돌출된 좁은 막대의 활자가 되며, 이것을 슬러그(slug)라고 부른다. 슬러그는 '게라'라는 상자가 담기고, 빈 주형물은 다시 원래 위치로 돌려낸다. 인쇄를 끝낸 슬러그는 녹여서 다시 사용한다.

## 같이 보기
- 오트마르 메르겐탈러
- 모노타이프
- 인터타이프
- ETAOIN SHRDLU